# Laure Charpentier
 (août 2015).
Si vous disposez d'ouvrages ou d'articles de référence ou si vous connaissez des sites web de qualité traitant du thème abordé ici, merci de compléter l'article en donnant les références utiles à sa vérifiabilité et en les liant à la section « Notes et références ».
Pour les articles homonymes, voir Charpentier (homonymie).
Laure Charpentier est une autrice, scénariste et réalisatrice française née le 23 décembre 1941.

## Biographie
Elle est la fondatrice des associations S.O.S. Alcool femmes (en 1984) et l'Association Laure Charpentier (en 1992).

## Œuvre

### Publications
- Les Bateaux rouges, éditions Thebah/Grancher, 2008
- Petites neuvaines irrésistibles, éditions Thebah/Grancher, 2005
- Tristez, Roman, éditions Thebah/Grancher, 2005
- Recueil de prières pour guérir, éditions Grancher, 2003
- Maison à vendre, éditions Pauvert - Fayard, 2001
- Petit recueil de prières miraculeuses, éditions Grancher, 1999
- Père, impair et passe, éditions Denoël, 1998
- Les Saints méconnus, éditions Grancher, 1998
- J'ai soif !, éditions Fixot, 1996
- La coupe déborde, éditions Ramsay, collection « Coup de gueule », 1993
- Un ange de lumière, éditions Denoël, 1990
- Dans l'enfer de l'alcool, éditions Garancière, 1986
- Toute honte bue, éditions Denoël, 1981
- Vanessa la Sologne, Presses de la Cité, 1980
- Le cœur qui flanche, éditions Stock, 1979
- 5 livres pour enfants, Presses de la Cité, collection « G.P. Rouge et Or », 1978-1979
- L'amour en plus, éditions Stock, 1976
- Gigola, éditions Pauvert, 1972 (censuré à parution)

### Filmographie
- Scénario, dialogues et réalisation de Gigola, long métrage sorti le 19 janvier 2011, adaptation cinématographique des 2 livres Gigola et Père, impair et passe

### Reportages
Nombreux reportages pour les magazines Elle, Bonne Soirée, Biba, Marie-Claire, Marie France, Femme Actuelle, Maxi…

### Autres
- Pièce de théâtre L'amour est sur le net, comédie jouée au Théâtre Daunou à Paris de septembre 2016 à décembre 2016
- Pièce de théâtre La Parenthèse, comédie jouée au Théâtre Daunou à Paris de novembre 2009 à mars 2010
- Directrice de la collection littéraire « Arc-en-ciel », littérature gay, éditions Thebah/Grancher, 2004 à 2006
- Productrice et réalisatrice d’une série d’émissions, Garçons garçonnes pour France Culture dans le cadre des Nuits magnétiques, 1999
- Chargée de mission à M.D. Productions, la société de production de Mireille Dumas mai 1995-juin 1996